# Université Laval
Université Laval je veřejná výzkumná univerzita sídlící v kanadském městě Québec. Jejím vyučovacím jazykem je francouzština. Jde o nejstarší univerzitu v Kanadě, založena byla roku 1663 (jakožto Séminaire de Québec). Je nazvána podle šlechtického rodu Lavalů, k němuž patřil zakladatel univerzity a katolický biskup Québecu François de Montmorency-Laval. Královskou univerzitní chartu škola získala v roce 1852. V 50. letech 20. století se univerzita přestěhovala za starého města (z budovy zvané Le Vieux Séminaire, tedy Starý seminář) do nového kampusu v předměstské čtvrti Sainte-Foy–Sillery–Cap-Rouge. Starý seminář je od roku 1929 kulturní památkou, do budovy se roku 1989 univerzitní život vrátil, když ji začala využívat fakulta architektury. V roce 2017 se univerzita stala první v Kanadě, která se vyloučila ze svého nadačního fondu společnosti zabývajících se fosilními palivy. Univerzita má zhruba 33 tisíc studentů bakalářských a magisterských a asi 14 tisíc postgraduálních.